# TOTEM (rivelatore)
TOTEM (TOTal Elastic and diffractive cross section Measurement) è uno dei nove rivelatori di particelle (ALICE, ATLAS, CMS, FASER, LHCb, LHCf, MoEDAL, SND e TOTEM) costruiti per il Large Hadron Collider (LHC), un acceleratore di particelle al Centro Europeo Ricerche Nucleari (CERN) presso Ginevra.
Condivide un punto di interazione con il CMS. Il rivelatore ha lo scopo di misurare sezioni d'urto totali, scattering elastici e processi di diffrazione. Lo strumento principale del rivelatore si chiama Roman pot.

## Istituti partecipanti
La collaborazione TOTEM è formata da numerosi istituti internazionali, tra cui anche istituti italiani:
- Plzeň, University of West Bohemia
- Praga, Academy of Sciences of the Czech Republic (ASCR)
- Tallinn, Estonian Academy of Sciences
- Helsinki, Helsinki Institute of Physics (HIP)
- Budapest, Hungarian Academy of Sciences
- Bari, INFN Sezione di Bari e Politecnico di Bari
- Genova, Università di Genova e Sezione INFN
- Pisa, Siena, Università di Siena e Sezione INFN-Pisa
- Cracovia, AGH University of Science and Technology
- Ginevra, Conseil Européen pour la Recherche Nucléaire (CERN)
- Cleveland, Case Western Reserve University (CWRU).